# Loco in Acapulco
Loco in Acapulco is een nummer uit 1988 van de Amerikaanse band Four Tops. Het is afkomstig van de soundtrack van de Britse speelfilm Buster, verscheen op het Four Tops-album Indestructible en werd uitgebracht als single, met als B-kant het door Lawrence Payton geschreven The Four of Us.
Het nummer ("Gek worden in Acapulco") gaat over de gekmakende, onontkoombare magie van de badplaats Acapulco in Mexico. Het vertelt over iemand die gaat feestvieren in Acapulco. In de tekst wordt hij gewaarschuwd dat hij gek zal worden als hij een meisje achterlaat dat van hem houdt.
Phil Collins, die ook het hoofdpersonage in Buster speelt, heeft meegeschreven aan het nummer met Lamont Dozier, die als lid van het trio Holland-Dozier-Holland bij Motown Records veel hits van de Four Tops had geschreven en geproduceerd. Daarnaast bespeelt Collins de drums en zingt hij de achtergrondkoortjes mee.
Loco in Acapulco werd in de VS niet als single uitgebracht, maar wel in het Verenigd Koninkrijk, Duitsland en het Nederlandse taalgebied, waar het een hit werd. In de Nederlandse Top 40 haalde het nummer de 11e positie, en in de Vlaamse Radio 2 Top 30 haalde het de 13e positie. Na Loco in Acapulco hebben de Four Tops geen singles meer uitgebracht.

## Bezetting
- Leadzang - Levi Stubbs
- Achtergrondzang – Renaldo "Obie" Benson, Abdul "Duke" Fakir, Lawrence Payton, Phil Collins
- Gitaar – David Wiliams, Michael Landau, Paul Jackson jr.
- Toetsen – Aaron Zigman
- Bas – Freddie Washington
- Drums – Phil Collins